# Hydrogénopersulfate de potassium
L'hydrogénopersulfate de potassium ou peroxymonosulfate de potassium [aussi connu sous l'abréviation MPS (pour monopersulfate) et les noms de marque Caroat et Oxone] est le sel de potassium de l'acide persulfurique. Il est largement utilisé comme agent oxydant en chimie organique.
Ce sel est commercialisé par quatre compagnies : Arch Pool Chemicals (une filiale de Lonza Pharma Group), Evonik (auparavant Degussa) sous le nom de marque Caroat, DuPont sous le nom de marque Oxone (qui maintenant est devenu un mot commun dans le vocabulaire de la chimie) et Hangzhou Focus Chemical Co., Ltd. C'est le composant actif du sel triple du monopersulfate de potassium, de formule 2KHSO5•KHSO4•K2SO4. Le potentiel standard (E0) de KHSO5 vaut 1,85 V pour la demi-réaction qui génère l'ion hydrogénosulfate :
HSO5− +  2 H+  +  2 e−  →  HSO4−  +  H2O      E0 = 1,85 V

## Réactions
L'oxone est un oxydant polyvalent. Il oxyde les aldéhydes en acides carboxyliques, en présence de solvants alcooliques, les esters peuvent être obtenus. Les alcènes internes peuvent être clivés pour donner deux acides carboxyliques tandis que les alcènes terminaux sont époxydés. Les thioéthers donnent des sulfones, les amines tertiaires des amines oxydes et les phosphines des oxydes de phosphine.
Une illustration du pouvoir oxydant de ce sel est la conversion d'un dérivé de l'acridine en l'acridine-N-oxyde correspondant :
Il oxyde aussi un thioéther en sulfone avec deux équivalents, et avec un seul équivalent, la réaction s'arrête au stade sulfoxyde car la réaction qui convertit le sulfure en sulfoxyde est beaucoup plus rapide que la réaction qui convertit le sulfoxyde en sulfone. Il est ainsi possible d'arrêter facilement la réaction au stade désiré :